# Feuer und Flamme
| Recensione | Giudizio |
| ---------- | -------- |
| AllMusic   | [ 2 ]    |

Feuer und Flamme è il terzo album in studio del gruppo musicale tedesco Nena, pubblicato nel giugno del 1985.

## Tracce

### LP
Lato A
1. Utopia – 3:40 (Rolf Brendel)
2. Haus der drei Sonnen – 4:46 (Carlo Karges, Jörn-Uwe Fahrenkrog-Petersen)
3. Jung wie du – 4:22 (Carlo Karges, Jörn-Uwe Fahrenkrog-Petersen)
4. Ein Brief – 4:52 (Nena Kerner, Jörn-Uwe Fahrenkrog-Petersen)
5. Feuer und Flamme – 3:31 (Carlo Karges)

Lato B
1. Gestern Nacht – 5:17 (Carlo Karges, Nena Kerner, Jörn-Uwe Fahrenkrog-Petersen)
2. Das alte Lied – 4:25 (Carlo Karges, Jürgen Dehmel)
3. Du kennst die Liebe nicht – 4:14 (Nena Kerner)
4. Es wird schon weitergehn – 3:38 (Carlo Karges, Jürgen Dehmel)
5. Irgendwie, irgendwo, irgendwann – 5:14 (Carlo Karges, Jörn-Uwe Fahrenkrog-Petersen)

## It's All in the Game
It's All in the Game è il titolo della versione in lingua inglese del disco, pubblicata nel novembre 1985. 
I testi in inglese sono stati scritti dalla canadese Lisa Dalbello.

## Tracce

### LP
Lato A
1. Utopia – 3:40 (Rolf Brendel; testo in inglese di: Rolf Brendel e Lisa Dalbello)
2. It's All in the Game – 4:46 (Carlo Karges, Jörn-Uwe Fahrenkrog-Petersen; testo in inglese di: Lisa Dalbello)
3. Young as Young – 4:24 (Carlo Karges, Jörn-Uwe Fahrenkrog-Petersen; testo in inglese di: Lisa Dalbello)
4. Are You Awake? – 4:53 (Jörn-Uwe Fahrenkrog-Petersen; testo in inglese di: Lisa Dalbello)
5. Woman on Fire – 3:31 (Carlo Karges; testo in inglese di: Carlo Karges e Lisa Dalbello)

Lato B
1. Warning Sings – 5:17 (Carlo Karges, Nena Kerner, Jörn-Uwe Fahrenkrog-Petersen; testo in inglese di Lisa Dalbello)
2. Let's Humanize – 4:25 (Jürgen Dehmel; testo in inglese di Lisa Dalbello)
3. Anyplace Anywhere Anytime – 5:14 (Carlo Karges, Jörn-Uwe Fahrenkrog-Petersen; testo in inglese di Lisa Dalbello)
4. You Don't Know What Love Is – 4:14 (Nena Kerner; testo in inglese di Nena Kerner e Lisa Dalbello)
5. Auf Wiedersehn – 3:38 (Carlo Karges, Jürgen Dehmel; testo in inglese di Lisa Dalbello)

## Musicisti
Utopia
- Nena Kerner - voce solista, accompagnamento vocale-cori
- Jörn-Uwe Fahrenkrog-Petersen - tastiere
- Carlo Karges - chitarre
- Jürgen Dehmel - basso
- Rolf Brendel - batteria
- David Sanborn - sassofono
- Frank Ricotti - percussioni
- Cosa Rosa - accompagnamento vocale-cori
- Rolf Brendel - testi e musica
- Rolf Brendel, Jörn-Uwe Fahrenkrog-Petersen e Reinhold Heil - arrangiamenti
- Reinhold Heil - arrangiamenti strumenti a fiato

Haus der drei Sonnen
- Nena Kerner - voce solista, accompagnamento vocale-cori
- Jörn-Uwe Fahrenkrog-Petersen - tastiere, accompagnamento vocale-cori
- Carlo Karges - chitarre
- Jürgen Dehmel - basso
- Rolf Brendel - batteria
- Frank Ricotti - percussioni
- Orchestra della Deutsche Oper Berlin - strumenti ad arco
- Jörn-Uwe Fahrenkrog-Petersen - arrangiamento strumenti ad arco
- Carlo Karges - testi
- Jörn-Uwe Fahrenkrog-Petersen - musica

Jung wie du
- Nena Kerner - voce solista, accompagnamento vocale-cori
- Jörn-Uwe Fahrenkrog-Petersen - tastiere, arrangiamenti
- Carlo Karges - chitarre
- Jürgen Dehmel - basso
- Rolf Brendel - batteria
- Lisa Dalbello - accompagnamento vocale-cori
- Ramesh B. Weeratunga - accompagnamento vocale-cori
- Ran Randolph - accompagnamento vocale-cori
- Carlo Karges - testo
- Jörn-Uwe Fahrenkrog-Petersen - musica

Ein Brief
- Nena Kerner - voce solista, accompagnamento vocale-cori
- Jörn-Uwe Fahrenkrog-Petersen - tastiere, sintetizzatore basso
- Carlo Karges - chitarre, chitarra acustica
- Rolf Brendel - batteria, percussioni
- Nena Kerner - testo
- Jörn-Uwe Fahrenkrog-Petersen - musica

Feuer und Flamme
- Nena Kerner - voce solista, accompagnamento vocale-cori
- Jörn-Uwe Fahrenkrog-Petersen - tastiere
- Carlo Karges - chitarre, arrangiamenti
- Jürgen Dehmel - basso
- Rolf Brendel - batteria
- Lisa Dalbello - accompagnamento vocale-cori
- Carlo Karges - testo e musica

Gestern Nacht
- Nena Kerner - voce solista, accompagnamento vocale-cori
- Jörn-Uwe Fahrenkrog-Petersen - tastiere, arrangiamenti
- Carlo Karges - chitarre
- Jürgen Dehmel - basso, chitarre aggiunte
- Rolf Brendel - batteria
- Frank Ricotti - percussioni
- Gale Robinson - accompagnamento vocale-cori
- Orchestra della Deutsche Oper Berlin - strumenti ad arco
- Reinhold Heil - arrangiamento strumenti ad arco
- Carlo Karges, Nena Kerner e Jörn-Uwe Fahrenkrog-Petersen - testo
- Jörn-Uwe Fahrenkrog-Petersen - musica

Das alte Lied
- Nena Kerner - voce solista, accompagnamento vocale-cori
- Jörn-Uwe Fahrenkrog-Petersen - tastiere, arrangiamenti
- Jürgen Dehmel - chitarre, basso, accompagnamento vocale-cori, arrangiamenti
- Rolf Brendel - batteria, percussioni, accompagnamento vocale-cori
- Frank Ricotti - percussioni
- Carlo Karges - accompagnamento vocale-cori
- Ramesh B. Weeratunga - accompagnamento vocale-cori
- Gale Robinson - accompagnamento vocale-cori
- Ron Randolph - accompagnamento vocale-cori

Du kennst die Liebe nicht
- Nena Kerner - voce solista, accompagnamento vocale-cori, arrangiamenti
- Jörn-Uwe Fahrenkrog-Petersen - tastiere
- Carlo Karges - chitarre
- Jürgen Dehmel - basso
- Rolf Brendel - batteria
- David Sanborn - sassofono
- Nena Kerner - testo e musica

Es wird schon weitergehn
- Nena Kerner - voce solista, accompagnamento vocale-cori
- Jörn-Uwe Fahrenkrog-Petersen - tastiere, sintetizzatore basso
- Jürgen Dehmel - basso, stick, arrangiamenti
- Rolf Brendel - batteria
- Orchestra della Deutsche Oper Berlin - strumenti ad arco
- Reinhold Heil - arrangiamento strumenti ad arco
- Carlo Karges - testo
- Jürgen Dehmel - musica

Irgendwie, irgendwo, irgendwann
- Nena Kerner - voce solista, accompagnamento vocale-cori
- Jörn-Uwe Fahrenkrog-Petersen - tastiere, arrangiamenti
- Carlo Karges - chitarre
- Jürgen Dehmel - basso
- Rolf Brendel - batteria
- Carlo Karges - testo
- Jörn-Uwe Fahrenkrog-Petersen - musica[6]

Note aggiuntive
- Reinhold Heil - produttore
- Nena Kerner - arrangiamento brani (attribuiti solo sull'album originale non nella pubblicazione su CD)
- Registrazioni effettuate al: Spliff-Studio (Berlino); Meditteraneo-Studio (Ibiza); Heil's Tonstudio (Berlino); Sarm-West Studio (Londra); Audio-Studio (Berlino); Sim-Studio (Berlino)
- Reinhold Heil - ingegnere delle registrazioni (Spliff-Studio, Meditteraneo-Studio e Heil's Tonstudio)
- Mark Ryan - ingegnere delle registrazioni (Sarm-West Studio)
- Heff Moraes - assistente ingegnere delle registrazioni (Sarm-West Studio)
- Strumenti ad arco della Deutsche Oper Berlin registrati al Sim-Studio di Berlino da Heiko Rüsse
- Jim Rakete - fotografie copertina album originale
- Roman Stolz - design copertina album originale
- Helen Whiting e Christa Wagner - make up[4]

## Classifica
Album
| Anno | Classifica                 | Posizione raggiunta |
| ---- | -------------------------- | ------------------- |
| 1985 | Offizielle Deutsche Charts | 2                   |

Singoli
| Anno | Titolo del brano                | Classifica                 | Posizione raggiunta |
| ---- | ------------------------------- | -------------------------- | ------------------- |
| 1984 | Irgendwie, irgendwo, irgendwann | Offizielle Deutsche Charts | 3                   |
| 1985 | Feuer und Flamme                | Offizielle Deutsche Charts | 8                   |
| 1985 | Haus der drei Sonnen            | Offizielle Deutsche Charts | 43                  |